# Robert Abbott

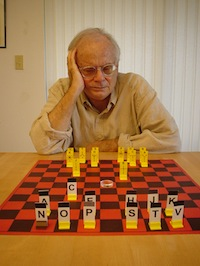
Robert Abbott (2003)

Robert Abbott (* 2. März 1933; † 20. Februar 2018) war ein US-amerikanischer Spieleautor.
Robert Abbott erfand seit seinem 14. Lebensjahr Spiele. Während seines Studiums an der Universität von Colorado erfand er 1956 das Kartenspiel Eleusis, welches 1959 durch einen Artikel in Martin Gardners Kolumne Mathematical Games in der Juni-Ausgabe 1959 des amerikanischen Wissenschafts-Magazins Scientific American bekannt wurde. 1963 erschien Abbotts Buch „Abbott’s New Card Games“, in dem er neben Eleusis sieben weitere neuartige Kartenspiele vorstellte. Abbott arbeitete in New York als Computerprogrammierer; seit seinem Ruhestand lebte er in Florida. Er erfand auch Rätsel, von denen einige auf seiner Homepage zu finden waren.

## Ludographie (Auswahl)
- 1956: Eleusis
- 1960: What’s That on My Head?
- 1969: Crossings
- 1974: Egghead (deutsche Ausgabe von What’s That on My Head?)
- 1975: Epaminondas, Spiel des Jahres – Auswahlliste 1980
- 1986: Code 777 (Variante von What’s That on My Head?, welche von Alex Randolph entwickelt wurde)[2], Spiel des Jahres – Auswahlliste 1986